# Pedro de Brizuela
Pedro de Brizuela (Segovia, 1575 – Segovia, 8 luglio 1632) è stato un architetto spagnolo, attivo principalmente nella sua città natale durante la transizione dal Rinascimento al Barocco.

## Biografia
Fu capomastro della Cattedrale di Segovia dal 1589 al 1606, supervisore delle costruzioni della diocesi di Segovia e architetto di Filippo II, e con questo incarico fu allestitore delle costruzioni del Palazzo di Valsaín nel 1613.
Nonostante l'importanza dei progetti che portò a termine e la remunerazione che comportavano, lo stato precario delle sue finanze al momento della sua morte non permise che la sua famiglia potesse apporre una lapide nella chiesa di Santo Stefano di Segovia, ove fu sepolto.
Fu sposato in prime nozze con María de Lossa, quindi in seconde nozze con María Temporal, da cui ebbe il figlio Pedro, battezzato nell'ottobre del 1620 e che diventerà parroco di Escalona del Prado.

## Opere

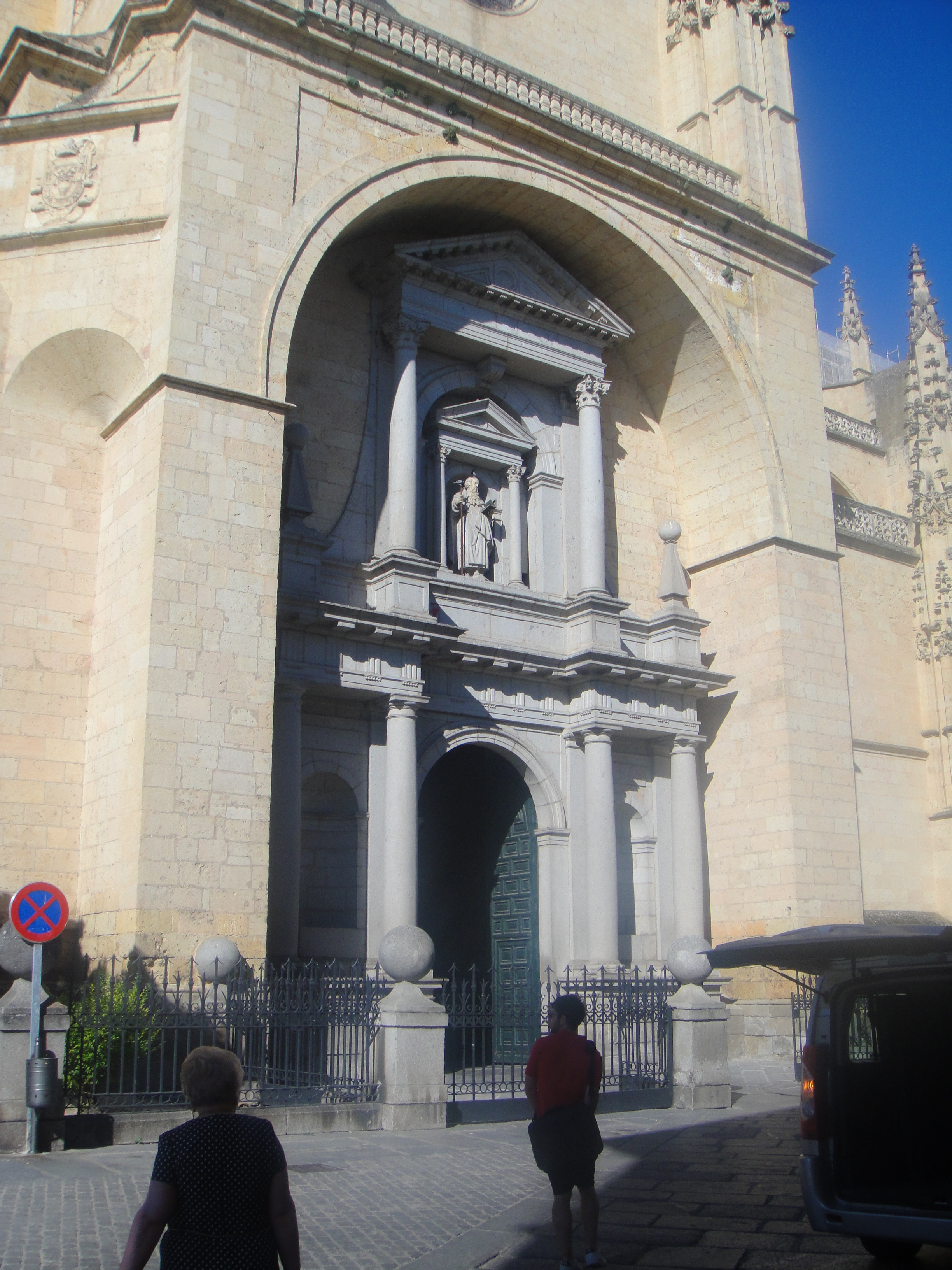
Porta di San Fruttuoso della Cattedrale.

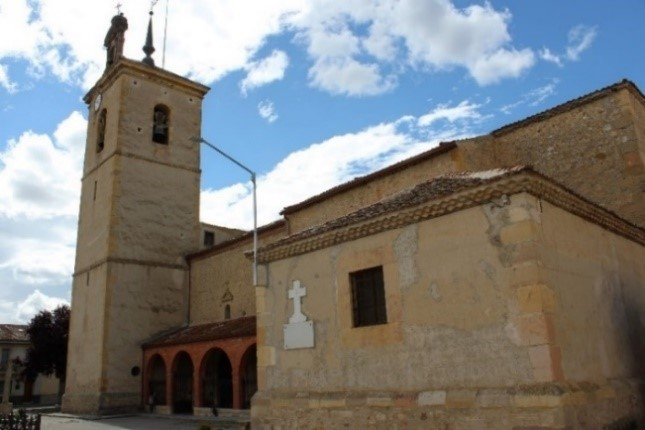
Chiesa di Sant'Agata a Veganzones.

### A Segovia
- Portale del monastero de Santi Spiritu.
- Municipio (Casa consistorial).
- Rifacimento della Plaza Mayor.
- Porta di San Fruttuoso della Cattedrale.
- Carcere reale.
- Cappella del convento di Santo Domingo el Real.
- Conclusione della cappella dell'Ospedale della Misericordia.
- Portale interno della Cueva de Santo Domingo nel convento di Santa Cruz la Real.
- Fontana del Caño Seco.
- Fontana del Azoguejo.
- Macello del Patín.
- Macello di San Francisco.
- Chiesa di Santa Maria Maddalena a Zamarramala.
- Ricostruzione del monastero di San Vicente el Real.

### Nella provincia di Segovia
- Portali principale e meridionale della chiesa di San Sebastiano a Villacastín.
- Chiesa di Sant'Agata a Veganzones.
- Mercato a Puerto de La Fuenfría.
- Eremo di San Rocco a Valseca.
- Ponte nel villaggio oggi disabitato di Covatillas.[3]
- Ponte a Santo Domingo de Pirón.